# 이이 나오요시 (1618년)
이이 나오요시(일본어: 井伊直好, 1618년 ~ 1672년 2월 4일)는 에도 시대 전기의 다이묘이다. 고즈케 안나카 번 제2대 번주, 미카와 니시오 번주, 도토미 가케가와번 초대 번주를 지냈다. 나오카쓰 계 이이 가(直勝系井伊家, 이이 헤이부노쇼유 가井伊兵部少輔家) 제2대 당주.
| 전임 이이 나오카쓰 | 제2대 이이 헤이부노쇼유 가문 당주 1632년 ~ 1672년 | 후임 이이 나오타케 |

| 전임 이이 나오카쓰 | 제2대 안나카 번 번주 (이이 가) 1632년 ~ 1645년 | 후임 미즈노 모토쓰나 |

| 전임 막부령(오타 스케무네) | 니시오 번 번주 (이이 가) 1645년 ~ 1659년 | 후임 마시야마 마사토시 |

| 전임 호조 우지시게 | 제1대 가케가와번 번주 (이이 가) 1659년 ~ 1672년 | 후임 이이 나오타케 |